# Herat (Provinz)
Herat (persisch هرات) ist eine Provinz (velayat) im westlichen Afghanistan im Tal des Hari Rud. Die Provinz grenzt im Westen an Iran und im Norden an Turkmenistan, ihre Hauptstadt ist die namensgebende Stadt Herat. Die Provinz hat eine Fläche von 55.869 Quadratkilometern und 2.234.660 Einwohner (Stand: 2022), die meisten von ihnen werden der tadschikischen Ethnie zugeordnet. Die in Herat gesprochene Varietät des Persischen ähnelt dem im iranischen Maschhad gesprochenen Dialekt. Herat hat eine günstige Lage an den Handelsrouten zwischen Iran, Indien, der Volksrepublik China und Europa. Die Straßen nach Turkmenistan und Iran sind noch immer von strategischer Bedeutung.

## Geschichte

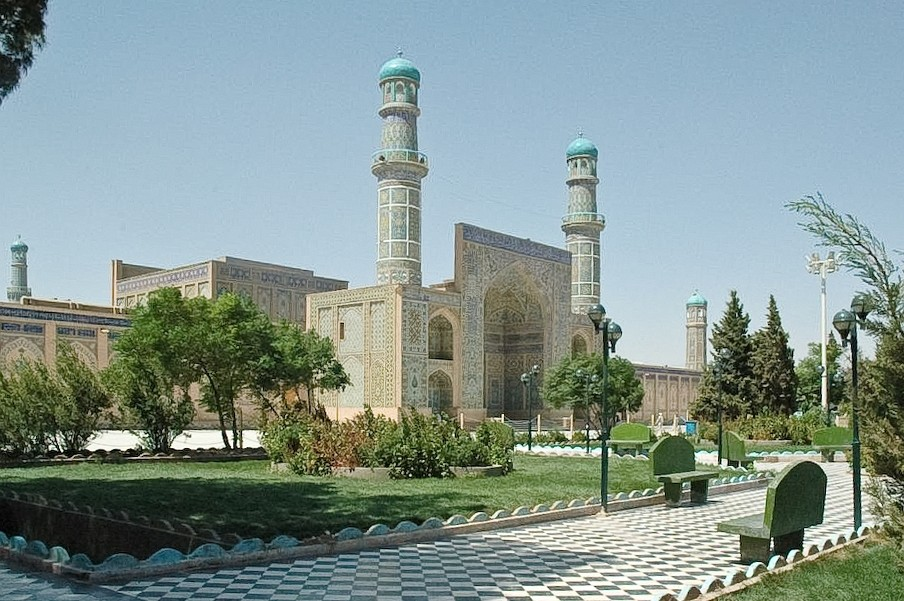
Freitagsmoschee in Herat

In der Antike hieß die Region Aria und wurde vom gleichnamigen iranischen Volk bewohnt. Später wurde sie von den Persern erobert und dem Perserreich einverleibt. Zusammen mit diesem wurde Herat von Alexander dem Großen erobert. Mit dem Siegeszug des Islam wurde Herat zu einem Zentrum des persisch-muslimischen Kulturkreises. Mitte des 19. Jahrhunderts wurde die Region im Verlauf der britisch-russischen Rivalität in Zentralasien der britischen Interessenssphäre, und somit den Afghanen zugesprochen. Herat war zu dieser Zeit territorial größer, d. h., dass das heutige Westafghanistan (Farah, Nimrouz) zu Herat gehörte und die Provinz Farah beispielsweise eine Stadt von Herat war. Seitdem ist sie ein Teil Afghanistans.

## Sprache
Mehrheitssprache der Provinz ist die persische Sprache. Der lokale Dialekt in Herat wird als „Herati“ bezeichnet. Dieser Dialekt wird neben Herat noch in den Provinzen Farah, Nimrus und Ghor gesprochen, eine verwandte Varietät existiert außerdem in der iranischen Region Chorasan. Beispielsweise sagt ein Herati zur Begrüßung: eschtani („wie gehts“). Dieses Wort eschtani heißt in der Schriftsprache korrekt chetori.
Die Mehrheit der Bevölkerung in der Provinz ist weitenteils tadschikischer Herkunft mit Persisch (Dari) als Muttersprache, in einzelnen Bezirken stellen sie 99 % der Bevölkerung, in wenigen Bezirken jedoch (in Ghoryan und Sindad) sind Paschtunen in der Mehrheit; ihre Sprache ist Paschtu. 
Wieder andere Bezirke und auch die Stadt Herat haben eine gemischte Bevölkerung tadschikischer, paschtunischer und Hazara-Herkunft.
Die Paschtunen in der Provinz sprechen einen Paschto-Dialekt ähnlich dem in Kandahar und Farah.

## Verwaltungsgliederung
Die Provinz Herat ist in folgende Distrikte gegliedert:
- Adraskan
- Chishti Sharif
- Farsi
- Ghorian
- Gulran
- Guzara
- Herat
- Kohsan
- Injil
- Karukh
- Kushk
- Kushki Kohna
- Obe
- Pashtun Zarhun
- Shindand
- Zinda Jan

## Bilder

Distrikt Kushk
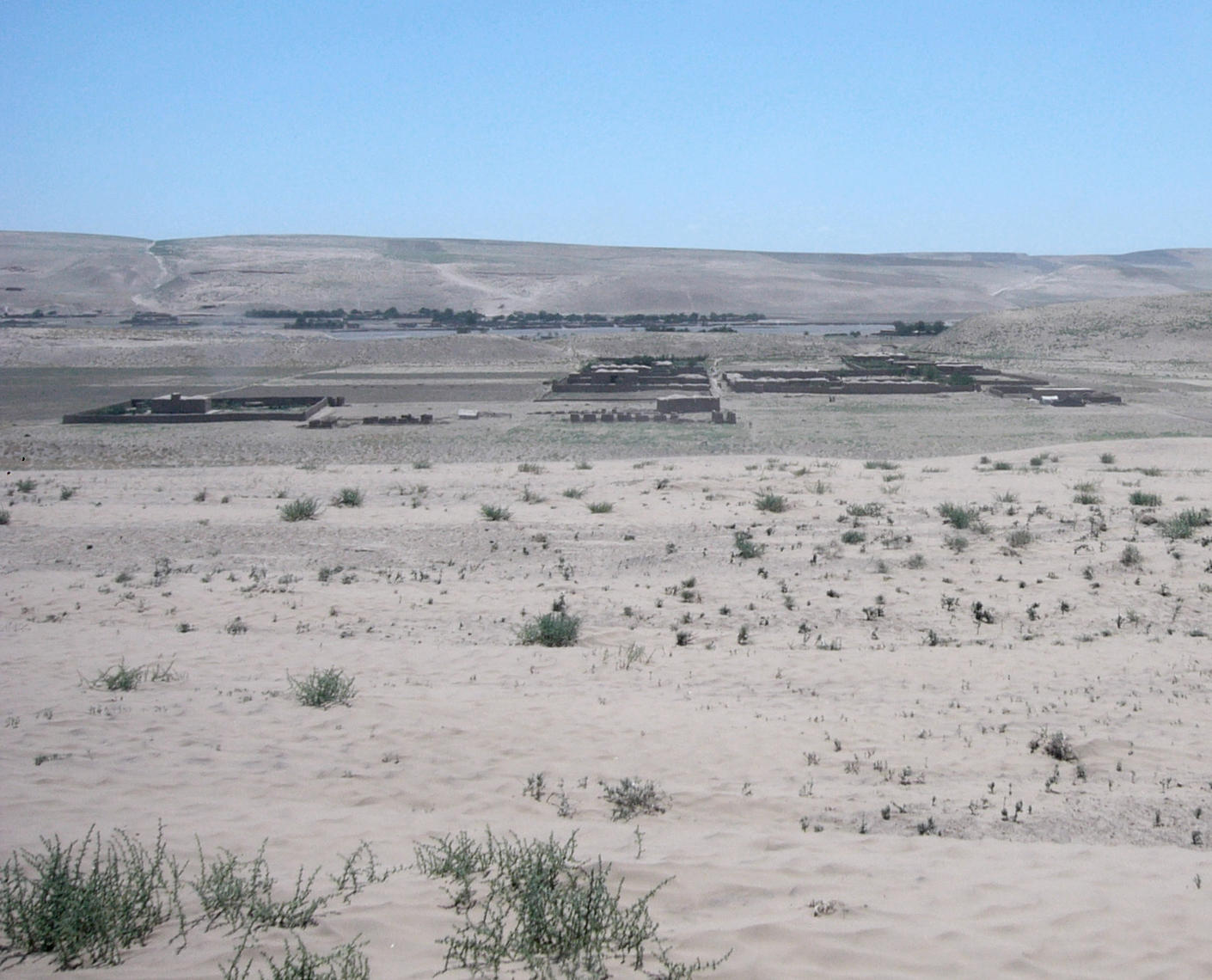
Bauernhöfe
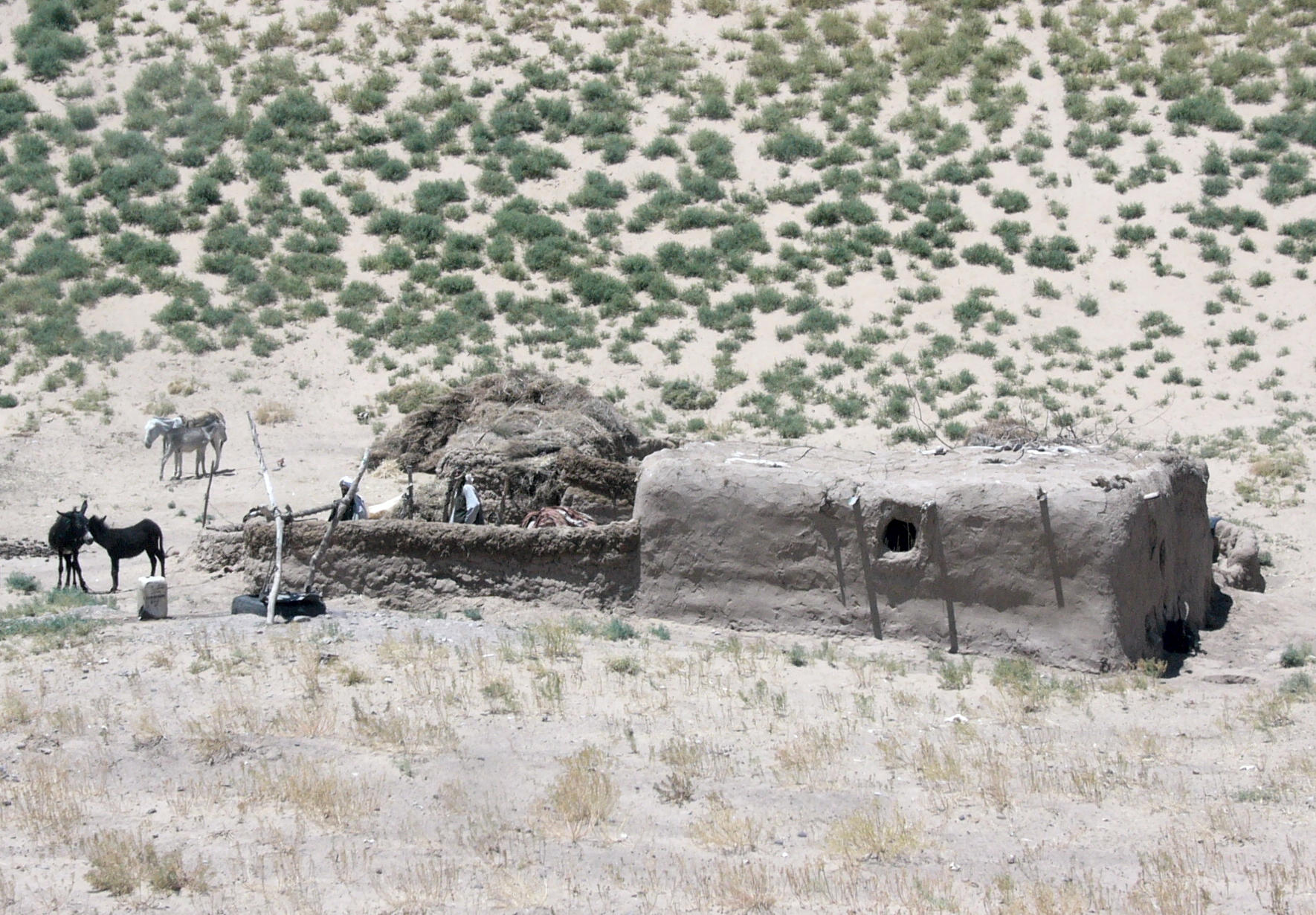
Bauernhof
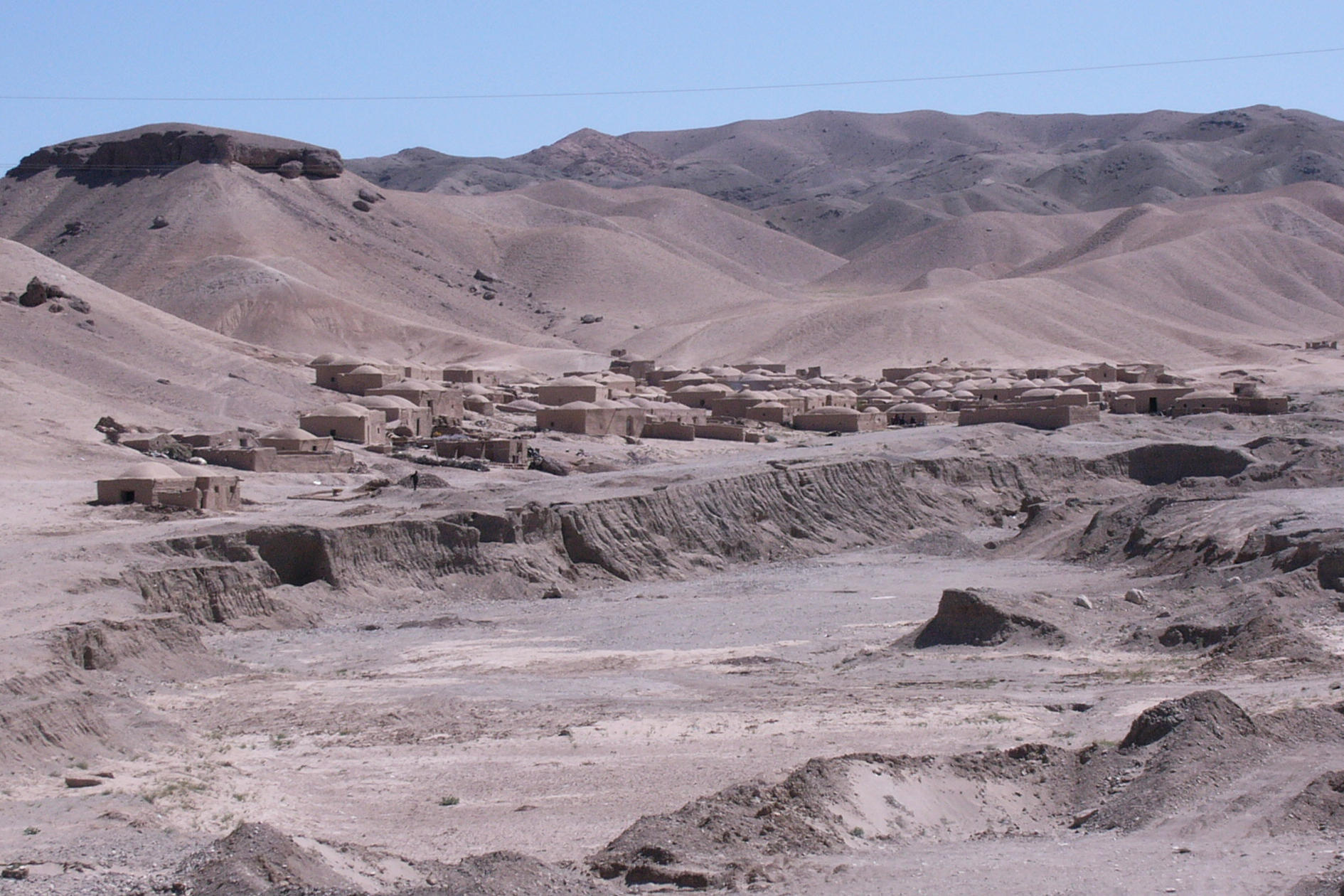
Dorf
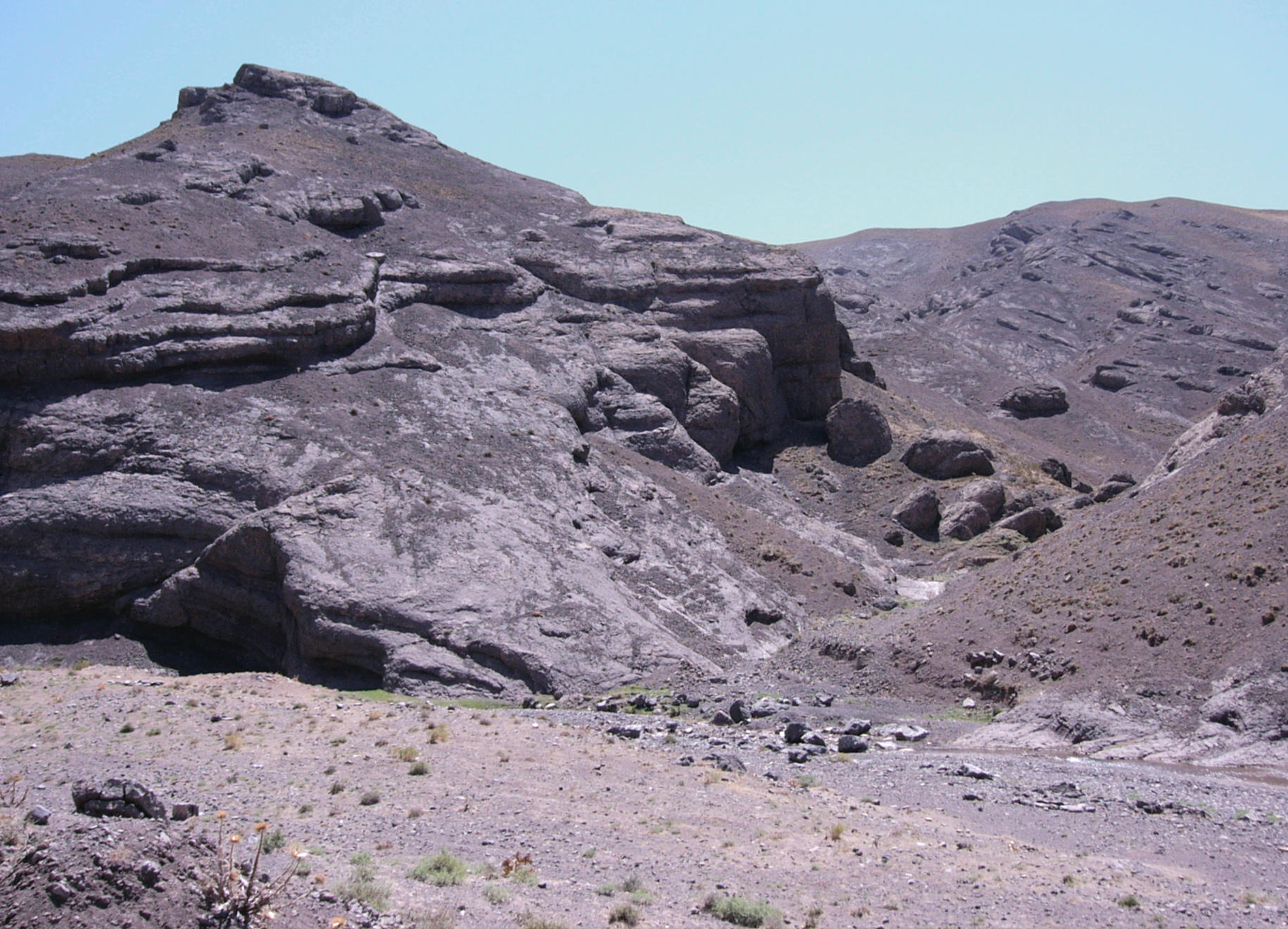
Felsen